# Carl Bergström (riksdagsman)
Carl Bergström (i riksdagen kallad Bergström i Skidsta), född 4 juli 1843 i Ullånger, Västernorrlands län, död 19 september 1922 i Ullånger, var en svensk hemmansägare och riksdagsman.
Bergström var hemmansägare i Skidsta i Västernorrlands län. Han var ledamot av riksdagens andra kammare från 27 april 1898 till 1902, invald i Nätra och Nordingrå domsagas valkrets.